# Manning, South Carolina
Manning är administrativ huvudort i Clarendon County i den amerikanska delstaten South Carolina. Orten grundades 1855 och fick sitt namn efter politikern John Lawrence Manning. Huvudorten i Clarendon County är dess geografiska mittpunkt precis som var grundarnas avsikt.